# Vuelta a Andalucía 1961
La 8.ª edición de la Vuelta a Andalucía se disputó entre el  de 1961 con un recorrido de 1334,0 km dividido en 8 etapas con inicio y final en Málaga. 
Participaron 60 corredores repartidos en 10 equipos de los que sólo lograron finalizar la prueba 49 ciclistas.
El vencedor, el español Angelino Soler, cubrió la prueba a una velocidad media de 35,147 km/h mientras que en la  clasificación de la montaña y en la de las metas volantes se impusieron respectivamente los también  españoles Antonio Gómez del Moral y Jacinto Urrestarazu.
El portugués Antonio Barbosa se convirtió en el primer corredor no español en conseguir una victoria de etapa en la historia de la prueba.

## Etapas
| Etapa | Fecha         | Recorrido             | Km  | Ganador de la etapa     |
| 1ª    | 12 de febrero | Málaga-Málaga         | 64  | Jacinto Urrestarazu     |
| 2ª    | 13 de febrero | Málaga-Granada        | 128 | Antonio Gómez del Moral |
| 3ª    | 14 de febrero | Granada-Córdoba       | 213 | Salvador Rosa           |
| 4ª    | 15 de febrero | Córdoba-Sevilla       | 139 | Antonio Barbosa Alves   |
| 5ª    | 16 de febrero | Sevilla-Huelva        | 233 | Jacinto Urrestarazu     |
| 6ª    | 17 de febrero | Huelva-Jerez-Cádiz    | 242 | Salvador Botella        |
| 7ª    | 18 de febrero | Cádiz-Marbella        | 206 | Aniceto Utset           |
| 8ª    | 19 de febrero | Marbella-Vélez-Málaga | 192 | Salvador Botella        |

## Clasificación final
|    | Ciclista                | Equipo            | Tiempo      |
| -- | ----------------------- | ----------------- | ----------- |
| 1  | Angelino Soler          | Faema             | 39h 24' 50" |
| 2  | Antonio Gómez del Moral | Faema             | + 2'19"     |
| 3  | Gabriel Mas             | Faema             | + 6'34"     |
| 4  | Joaquín Barceló         | Licor 43          | + 8'19"     |
| 5  | Salvador Botella        | Licor 43          | + 9'09"     |
| 6  | Rogelio Hernández       | Ferrys            | + 9'41"     |
| 7  | José Quesada            | Faema             | + 10'01"    |
| 8  | Antonio Barbosa         | Margnat           | + 10'53"    |
| 9  | David Villo             | Lambretta-Mostajo | + 11'56"    |
| 10 | Fernando Manzaneque     | Licor 43a         | + 12'00"    |